# Споттед-Лейк
Споттед-Лейк или Клилук (англ. Spotted Lake, окан. Kłlil’xᵂ) — солёное бессточное минеральное озеро в Британской Колумбии, Канада. Расположено в Восточной долине Симилкамин, в 10 км к северо-западу от города Осуюс.

## Содержание соли и минеральных веществ

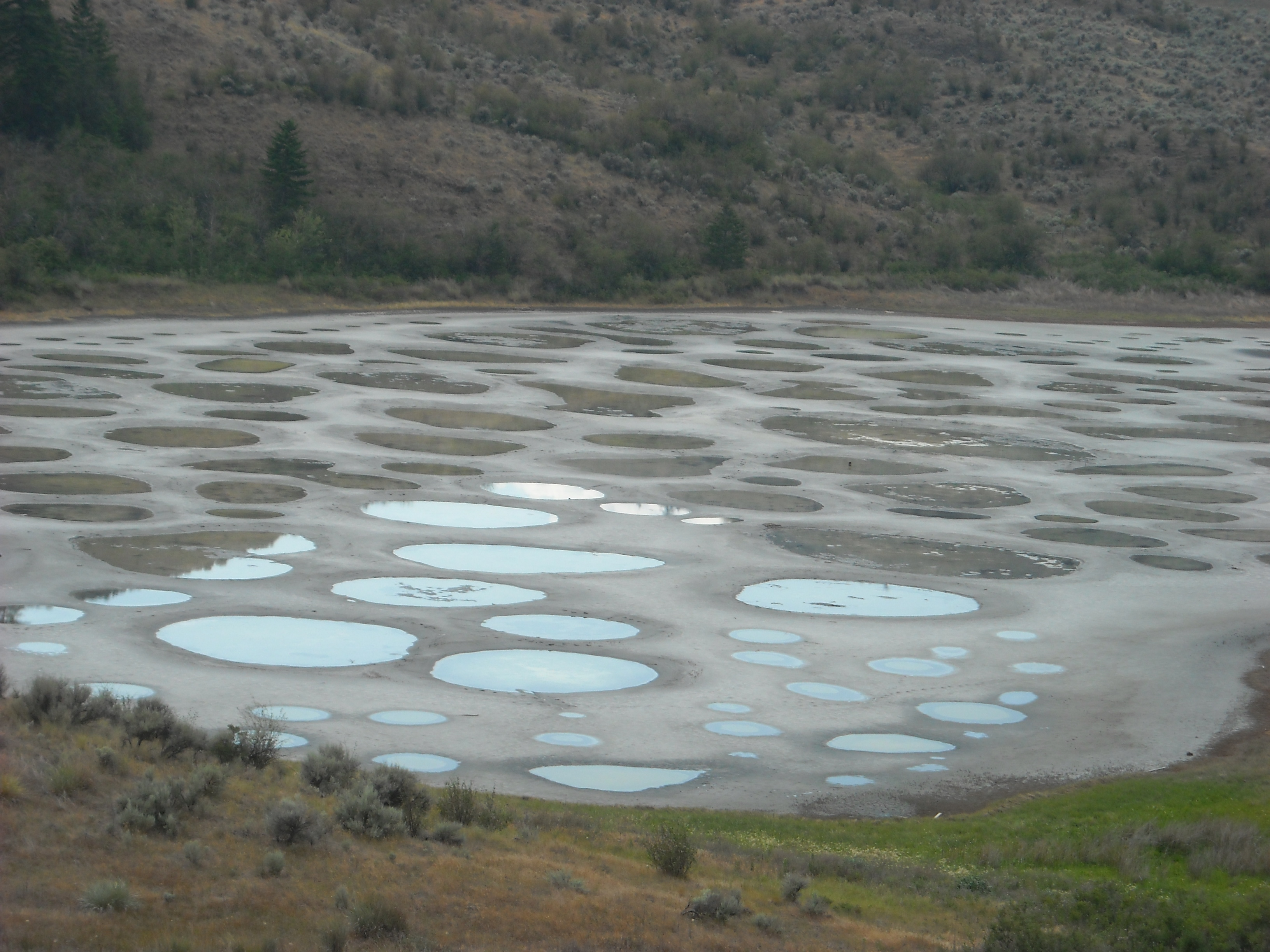
Увеличенное изображение озера

В озере содержится большая концентрация различных минеральных веществ. Водоём содержит значительные отложения сульфатов магния, кальция и натрия. В воде озера высока концентрация ещё восьми элементов, также в небольшом количестве там содержатся серебро и титан
Летом большая часть воды в озере испаряется, обнажая причудливые цветные отложения минералов. На озере остаются большие пятна воды разнообразных цветов. Цвет пятна зависит от минерала, большинство пятен приобретают свою окраску благодаря сульфату магния, кристаллизующемуся летом. В летнее время минералы затвердевают, образуя естественные «дорожки» вокруг и между пятнами.

## История
Для индейцев оканаган, коренного населения этой местности, озеро Споттед-Лейк, которое они называли Клилук, на протяжении многих веков являлось священным.
Во времена Первой мировой войны минералы из озера использовались для изготовления боеприпасов.
Позднее территория, на которой располагается озеро, на срок около 40 лет перешла в собственность Эрнеста Смита и его семьи. В 1979 году Смит решил создать на озере spa-курорт. Однако этому воспротивились местные индейцы, считающие озеро священным. В октябре 2001 года была заключена сделка по покупке индейцами 22 га земли, окружающей озеро, за 720 000 $, из которых местные жители заплатили около 20 %, остальную сумму выплатил Комитет по делам коренных народов и Северной Канады.

## Текущее состояние

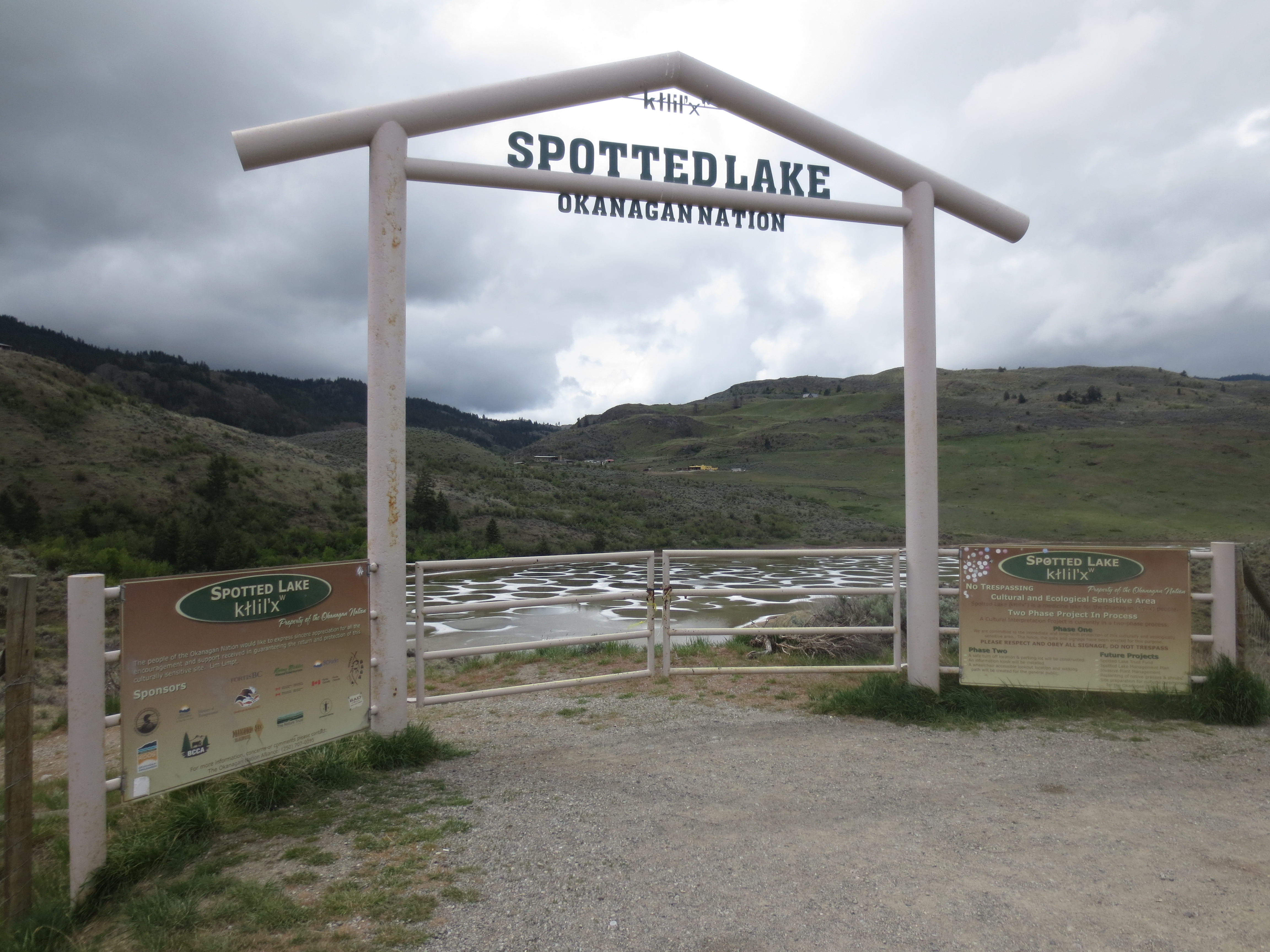
Ворота на дороге к озеру

В настоящее время озеро является собственностью индейцев оканаган. Недалеко от озера установлен дорожный знак, который предупреждает о том, что водоём является объектом экологического и культурного наследия, а также объектом традиционной медицины для народа оканаган. Чтобы взглянуть на озеро вблизи, требуется специальное разрешение от вождя племени, и то подойти вплотную не удастся — водоём огорожен забором. Увидеть его можно со специальной смотровой площадки.